# Gasparia dentata
Gasparia dentata là một loài nhện trong họ Toxopidae.
Loài này thuộc chi Gasparia. Gasparia dentata được miêu tả năm 1970 bởi Raymond Robert Forster.